# ناتاليا ميخايلوفا
ناتاليا يوريفنا ميخايلوفا (الروسية: Наталья Юрьевна Михайлова ؛ من مواليد 18 يوليو 1986) هي راقصة روسية سابقة على الجليد مع أركادي سيرجيف ، حصلت على الميدالية الفضية العالمية للناشئين لعام 2006.